# Roystonea maisiana
Roystonea maisiana es una especie de palma endémica de la región del Maisí de la Provincia de Guantánamo en el este de Cuba.

## Descripción
Roystonea maisiana es una gran palma que puede medir hasta 20 m. Estípite verde-grisáceo de usualmente 26-40 cm de diámetro. La porción superior del tallo o estípite está delimitado por las bases de las vainas foliares formando el capitel que puede medir hasta 1,5 m de largo. Los individuos tienen en general 15 hojas de hasta 4,8 m de largo. Las inflorescencias tienen flores masculinas y femeninas.  Los frutos son de 10 a 13,7 mm de largo y 7,5 a 9,5 de gruesos, son negros cuando maduros.

## Taxonomía
Roystonea maisiana fue descrita por (L.H.Bailey) Zona y publicado en Flora Neotropica 71: 22. 1996.
Etimología
Ver: Roystonea
maisiana: epíteto geográfico que alude a su localización en la región del Maisí de la Provincia de Guantánamo en el este de Cuba.